# Eukiefferiella claripennis
Eukiefferiella claripennis är en tvåvingeart som först beskrevs av William Lundbeck 1898.  Eukiefferiella claripennis ingår i släktet Eukiefferiella och familjen fjädermyggor. Arten är reproducerande i Sverige. Inga underarter finns listade i Catalogue of Life.